# 趙擎
趙擎（1968年7月7日—），台灣男演員，因故負債1千多萬而到中國大陸重新奮鬥。

## 電視劇
| 年 份  | 頻 道      | 劇 名                         | 角色     |
| 1992年 | 華視       | 大紅燈籠高高掛                | 陳飛渝   |
| 1993年 | 台視       | 大太監與小木匠                | 崇祯帝   |
| 1994年 | 中視       | 回首千山路                    | 李文平   |
| 1994年 | 台視       | 吹鼓吹彩霞飛                  |          |
| 1994年 | 台視       | 台灣水滸傳                    | 宋雲樵   |
|        | 華視       | 台灣靈異事件-狼吻             | 江文俊   |
| 1996年 | 台視       | 大家有緣                      | 林志明   |
| 1997年 | 中視       | 燕翎義薄雲天                  | 黃沙     |
| 1997年 | 民視       | 再叫一聲爸爸                  | 吳宏壽   |
| 1997年 | 中視       | 大巡按蕃薯官-一條蕃薯換九品官 | 余理德   |
| 1997年 | 中視       | 大巡按蕃薯官-假神仙           | 余理德   |
| 1999年 | 民視       | 七世夫妻之梁山伯與祝英台      | 梁山伯   |
| 1999年 | 民視       | 乞丐郎君千金女                | 劉志鵬   |
| 2000年 | 中視       | 又是一個戀愛天                | 陳泰     |
| 2000年 | 民視       | 無你較快活                    | 楊俊平   |
| 2001年 | 台視       | 春風                          | 李建誠   |
| 2001年 | 民視       | 飛龍在天                      | 陳坤木   |
| 2001年 | 民視       | 金枝玉葉                      | 黃天水   |
| 2002年 | 中視       | 新蜀山劍俠                    | 石中玉   |
| 2002年 | 民視       | 真情檔案/一封寄不出的信       | 李志平   |
| 2002年 | 民視       | 真情檔案                      | 林宏碩   |
| 2002年 | 民視       | 真情檔案/緣來就是你           | 郝文欽   |
| 2002年 | 民視       | 世間路                        | 江文凱   |
| 2002年 | 民視       | 不了情                        | 丁俊宇   |
| 2003年 | 民視       | 家有日本妻                    | 林家泰   |
| 2004年 | 中國大陸   | 逍遙神仙落凡塵                | 普惠     |
| 2006年 | 台視       | 神機妙算劉伯溫                | 鐵迷樓   |
| 2008年 | 央視       | 大人物                        | 費無極   |
| 2010年 | 央視       | 顏真卿                        | 顏真卿   |
| 2011年 | 中視       | 又見白娘子                    | 百足真人 |
| 2011年 | 中國大陸   | 煮海                          | 衣書中   |
| 2012年 | 中國大陸   | 兄弟海                        | 唐于貴   |
| 2015年 | 遼寧衛視   | 戀上黑天使                    | 吳根     |
| 2017年 | 台視       | 閱讀時光2                     | 宋漢忠   |
| 2020年 | 三立台灣台 | 天之驕女                      | 顏明輝   |

## 電影
| 年 份  | 名稱       | 飾 演  | 備註 |
| 2008年 | 我叫劉躍進 |        |      |
| 2012年 | 愛誰誰     | 高人杰 |      |
| 2022年 | 刀劍封魔   |        |      |

## 主持節目
| 年 份 | 頻道         | 名稱       | 性質 | 備註 |
|       | 衛視中文台   | 約會紅茶坊 | 主持 |      |
|       | 衛普計算機台 | 諜報站     | 主持 |      |
|       | 衛普計算機台 | 遊戲總動員 | 主持 |      |

## 音樂作品
- 對你的感覺沒變
- 把故事說到最後
- 一生愛過一次就好
- 新蜀山劍俠電視原聲帶

## 外部連結
- 趙擎尚客Blog （页面存档备份，存于）
- 趙擎新浪Blog （页面存档备份，存于）